# رسول احدی
رسول احدی (زاده ۲۲ دی ۱۳۳۹ - درگذشتهٔ ۱۱ دی ۱۳۸۶) مدیر فیلم‌بردار، بازیگر و عکاس اهل ایران بود.

## سانحه تصادف و درگذشت
وی در تاریخ ۱۱ دی ۱۳۸۶ به علت سانحه تصادف اتومبیل در جاده روستای واریش (ارتفاعات البرز) درگذشت.

## بازیگر
- دستفروش (اپیزود اول) (۱۳۶۵)
- دستفروش (اپیزود دوم) (۱۳۶۵)

## مدیر فیلم‌برداری
- یوسف پیامبر (۱۳۸۶)
- خواب و بیدار (۱۳۸۳)
- بازنده (۱۳۸۳)
- مزرعه پدری (۱۳۸۲)
- هم نفس (۱۳۸۲)
- وقت چیدن گردوها (۱۳۸۲)
- آقای رئیس جمهور (۱۳۷۹)
- ترکش‌های صلح (۱۳۷۹)
- ولایت عشق (۱۳۷۶)
- سرعت (۱۳۷۵)
- عقرب (۱۳۷۵)
- تنهاترین سردار (۱۳۷۳)
- حمله به اچ۳ (۱۳۷۳)
- پناهنده (۱۳۷۲)

## فیلمبردار
- راز گل شب بو (۱۳۷۲)
- مرد ناتمام (۱۳۷۱)
- دزد عروسک‌ها (۱۳۶۸)

## عکس
- وصل نیکان (۱۳۷۰)
- آب را گل نکنید (۱۳۶۸)
- آخرین پرواز (۱۳۶۸)
- شنا در زمستان (۱۳۶۸)
- بحران (۱۳۶۶)
- تیرباران (۱۳۶۵)
- قصه زندگی (۱۳۶۵)

## جشنواره‌ها
- کاندیدای بهترین فیلم‌برداری (ترکش‌های صلح) در نوزدهمین دوره جشنواره فیلم فجر - ۱۳۷۹
- کاندیدای بهترین فیلم‌برداری (ترکش‌های صلح) در پنجمین دوره جشن خانه سینما - ۱۳۸۰
- کاندیدای بهترین فیلم‌برداری (مزرعه پدری) در بیست و دومین دوره جشنواره فیلم فجر - ۱۳۸۲
- کاندیدای بهترین فیلم‌برداری (مزرعه پدری) در هشتمین دوره جشن خانه سینما - ۱۳۸۳